# Marokko op de Paralympische Zomerspelen 2020
Marokko was een van de landen die deelnam aan de Paralympische Zomerspelen 2020 in Tokio, Japan.

## Medailleoverzicht
| Atletiek       | Amin Chantouf Ei   | Marathon, T12 (m)     | Goud   |  |  |
| Atletiek       | Zakariae Derhem    | Kogelstoten, F33 (m)  | Goud   |  |  |
| Atletiek       | Abdeslam Hili      | 400 m, T12 (m)        | Goud   |  |  |
| Atletiek       | Ayoub Sadni        | 400 m, T47 (m)        | Goud   |  |  |
|                |                    |                       |        |  |  |
| Atletiek       | Mohamed Amgoun     | 400 m, T13 (m)        | Zilver |  |  |
| Atletiek       | Fouzia El Kassioui | Kogelstoten, F33 (v)  | Zilver |  |  |
| Atletiek       | Youssra Karim      | Discuswerpen, F41 (v) | Zilver |  |  |
| Atletiek       | Azeddine Nouiri    | Kogelstoten, F34 (m)  | Zilver |  |  |
|                |                    |                       |        |  |  |
| Atletiek       | Saida Amoudi       | Kogelstoten, F34 (v)  | Brons  |  |  |
| Atletiek       | Hayat El Garaa     | Discuswerpen, F41 (v) | Brons  |  |  |
| Blindenvoetbal | Team               | Team (m)              | Brons  |  |  |

## Deelnemers en resultaten
(m) = mannen, (v) = vrouwen, (g) = gemengd 

### Atletiek

#### Baanonderdelen
| Atleet                    | Onderdeel         | Series              | Series              | Finale              | Finale              |
| Atleet                    | Onderdeel         | Resultaat           | Rang                | Resultaat           | Rang                |
| ------------------------- | ----------------- | ------------------- | ------------------- | ------------------- | ------------------- |
| Mahdi Afri                | 100 m, T12 (m)    | 0:10.96             | 6e                  | Niet gekwalificeerd | Niet gekwalificeerd |
| Mahdi Afri                | 400 m, T12 (m)    | 0:48.53             | 2e                  | 0:48.93             | 4e                  |
| Mohamed Amgoun            | 400 m, T13 (m)    | 0:48.52             | 2e                  | 0:47.70             | Zilver              |
| Mouncef Bouja             | 400 m, T13 (m)    | Niet gefinisht      | DNF                 | Niet gekwalificeerd | Niet gekwalificeerd |
| Amin Chantouf Ei          | 5000 m, T13 (m)   | Niet van toepassing | Niet van toepassing | Niet gefinisht      | DNF                 |
| Amin Chantouf Ei          | Marathon, T12 (m) | Niet van toepassing | Niet van toepassing | 2:21:43             | Goud                |
| Abdelhadi El Harti        | Marathon, T46 (m) | Niet van toepassing | Niet van toepassing | Niet gefinisht      | DNF                 |
| Hicham Hanyn              | Marathon, T12 (m) | Niet van toepassing | Niet van toepassing | 2:41.04             | 12e                 |
| Abdeslam Hili             | 100 m, T12 (m)    | 0:11.00             | 7e                  | Niet gekwalificeerd | Niet gekwalificeerd |
| Abdeslam Hili             | 400 m, T12 (m)    | 0:48.78             | 4e                  | 0:47.59             | Goud                |
| Ayoub Sadni               | 400 m, T47 (m)    | 0:47.82             | 1e                  | 0:47.38             | Goud                |
|                           |                   |                     |                     |                     |                     |
| Fatima Ezzahra El Idrissi | 400 m, T12 (v)    | 1:01.25             | 7e                  | Niet gekwalificeerd | Niet gekwalificeerd |
| Fatima Ezzahra El Idrissi | 1500 m, T13 (v)   | 4:51.99             | 5e                  | Niet gefinisht      | DNF                 |
| Meryem En-Nourhi          | 1500 m, T13 (v)   | 5:03.78             | 10e                 | 5:34.20             | 11e                 |
| Meryem En-Nourhi          | Marathon, T12 (v) | Niet van toepassing | Niet van toepassing | Niet gefinisht      | DNF                 |

#### Veldonderdelen
| Paralympiër        | Onderdeel             | Resultaat | Prestatie |
| ------------------ | --------------------- | --------- | --------- |
| Zakariae Derhem    | Kogelstoten, F33 (m)  | Goud      | 11.37     |
| Azeddine Nouiri    | Kogelstoten, F34 (m)  | Zilver    | 11.55     |
| Azeddine Nouiri    | Speerwerpen, F34 (m)  | 7e        | 31.17     |
|                    |                       |           |           |
| Saida Amoudi       | Kogelstoten, F34 (v)  | Brons     | 8.21      |
| Saida Amoudi       | Speerwerpen, F34 (v)  | 6e        | 15.29     |
| Hayat El Garaa     | Kogelstoten, F41 (v)  | 7e        | 8.26      |
| Hayat El Garaa     | Discuswerpen, F41 (v) | Brons     | 29.30     |
| Fouzia El Kassioui | Kogelstoten, F33 (v)  | Zilver    | 6.72      |
| Fouzia El Kassioui | Speerwerpen, F34 (v)  | 7e        | 14.18     |
| Hind Frioua        | Kegelwerpen, F32 (v)  | 4e        | 20.42     |
| Youssra Karim      | Kogelstoten, F41 (v)  | 5e        | 8.99      |
| Youssra Karim      | Discuswerpen, F41 (v) | Zilver    | 37.35     |

### Bankdrukken
| Paralympiër      | Onderdeel  | Resultaat | Prestatie |
| ---------------- | ---------- | --------- | --------- |
| Najat El Garraa  | -55 kg (v) | 5e        | 111.0     |
| Halima Lemtakhem | -50 kg (v) | 8e        | 75.0      |
| Sanae Soubane    | -79 kg (v) | 5e        | 111.0     |

### Blindenvoetbal
| Paralympiër | Onderdeel | Resultaat | Prestatie |
| --- | --------- | --------- | --- |
| Veldspelers Elhabib Ait Bajja Imad Berka Kamal Boughlam Said El-Mselek Houssam Ghili Ayoub Hadimi Abderrazak Hattab Zouhair Snisla Keepers Abdellali Ait Al Hakem Samir Bara | Team (m)  | Brons     | Groep B V van Argentinië met 1-2 W van Thailand met 2-0 G tegen Spanje met 1-1 Halve finale: V van Brazilië met 0-1 Bronzen finale: W van China met 4-0 |

### Taekwondo
| Paralympiër           | Onderdeel       | Resultaat | Prestatie |
| --------------------- | --------------- | --------- | --- |
| Rachid Ismaili Alaoui | +75 kg, K44 (m) | 9e        | 1/8e finale: W van ARU Elliott Andre Loonstra met 32-23 Kwartfinale: V van CRO Ivan Mikulić met 11-28 Herkansingen, 1e ronde: V van KAZ Nyshan Omirali met 8-24 |
|                       |                 |           | |
| Rajae Akermach        | +58 kg, K44 (v) | 7e        | 1/8e finale: W van AUS Janine Watson met 8-6 Kwartfinale: V van GBR Amy Truesdale met 27-42 Herkansingen, finale: V van IRI Rayehe Shahab                       |
| Soukaina Es-Sabbar    | -49 kg, K44 (v) | 9e        | 1/8e finale: V van RPC Anna Poddubskaia met 15-41 Herkansingen, 1e ronde: V van MGL Enkhtuya Khurelbaatar met 21-37                                             |

### Tennis
| Lhaj Boukartacha | Rolstoel, enkelspel (m) | BRA Rafael Medeiros Gomes W met 2-0 (7-5, 6-1) | FRA Stéphane Houdet V met 0-2 (0-6, 2-6) | Uitgeschakeld | Uitgeschakeld | Uitgeschakeld | Uitgeschakeld | 17e |  |  |
|                  |                         |                                                |                                          |               |               |               |               |     |  |  |
| Najwa Awane      | Rolstoel, enkelspel (v) | Niet van toepassing                            | JPN Manami Tanaka V met 0-2 (2-6, 1-6)   | Uitgeschakeld | Uitgeschakeld | Uitgeschakeld | Uitgeschakeld | 17e |  |  |

### Wielrennen

#### Weg
| Paralympiër   | Onderdeel              | Resultaat | Prestatie |
| ------------- | ---------------------- | --------- | --------- |
| Mohamed Lahna | Wegwedstrijd, C1-3 (m) | 27e       | 2:28:51   |
| Mohamed Lahna | Tijdrit, C2 (m)        | 10e       | 41:48.39  |

Afghanistan · 
Algerije · 
Amerikaanse Maagdeneilanden · 
Angola · 
Argentinië · 
Armenië · 
Aruba · 
Australië · 
Azerbeidzjan · 
Bahrein · 
Barbados · 
Belarus · 
België · 
Benin · 
Bermuda · 
Bosnië en Herzegovina · 
Botswana · 
Brazilië · 
Bulgarije · 
Burkina Faso · 
Burundi · 
Cambodja · 
Canada · 
Centraal-Afrikaanse Republiek · 
Chili · 
China · 
Chinees Taipei · 
Colombia · 
Congo-Brazzaville · 
Congo-Kinshasa · 
Costa Rica · 
Cuba · 
Cyprus · 
Denemarken · 
Dominicaanse Republiek · 
Duitsland · 
Ecuador · 
Egypte · 
El Salvador · 
Estland · 
Ethiopië · 
Faeröer · 
Fiji · 
Filipijnen · 
Finland · 
Frankrijk · 
Gabon · 
Gambia · 
Georgië · 
Ghana · 
Griekenland · 
Groot-Brittannië · 
Guatemala · 
Guinee · 
Guinee‑Bissau · 
Haïti · 
Honduras · 
Hongarije · 
Hongkong · 
Ierland · 
IJsland · 
India · 
Indonesië · 
Irak · 
Iran · 
Israël · 
Italië · 
Ivoorkust · 
Jamaica · 
Japan · 
Jordanië · 
Kaapverdië · 
Kameroen · 
Kazachstan · 
Kenia · 
Kirgizië · 
Koeweit · 
Kroatië · 
Laos · 
Lesotho · 
Letland · 
Libanon · 
Liberia · 
Libië · 
Litouwen · 
Luxemburg · 
Madagaskar · 
Maleisië · 
Mali · 
Malta · 
Marokko · 
Mauritius · 
Mexico · 
Moldavië · 
Mongolië · 
Montenegro · 
Mozambique · 
Namibië · 
Nederland · 
Nepal · 
Nicaragua · 
Nieuw-Zeeland · 
Niger · 
Nigeria · 
Noord-Macedonië · 
Noorwegen · 
Oeganda · 
Oekraïne · 
Oezbekistan · 
Oman · 
Oostenrijk · 
Pakistan · 
Palestina · 
Panama · 
Papoea-Nieuw-Guinea · 
Peru · 
Polen · 
Portugal · 
Puerto Rico · 
Qatar · 
Roemenië · 
Russisch Paralympisch Comité ·
Rwanda · 
Saint Vincent en Grenadines · 
Samoa · 
Saoedi-Arabië · 
Sao Tomé en Principe · 
Senegal · 
Servië · 
Seychellen · 
Sierra Leone · 
Singapore · 
Slovenië · 
Slowakije · 
Somalië · 
Spanje · 
Sri Lanka · 
Syrië · 
Tadzjikistan · 
Tanzania · 
Thailand · 
Togo · 
Tonga · 
Trinidad en Tobago · 
Tsjechië · 
Tunesië · 
Turkije · 
Turkmenistan · 
Uruguay · 
Venezuela · 
Verenigde Arabische Emiraten · 
Verenigde Staten · 
Vietnam · 
Zimbabwe · 
Zuid-Afrika · 
Zuid-Korea · 
Zweden · 
Zwitserland
Paralympisch Vluchtelingen Team